# بشر بن صفوان الکلبی
بشر بن صفوان الکلبی (انگلیسی: Bishr ibn Safwan al-Kalbi؛ – ۷۲۷) فرمانروای مصر در دوران خلافت اموی بود.